# Hoeve Weverbergh

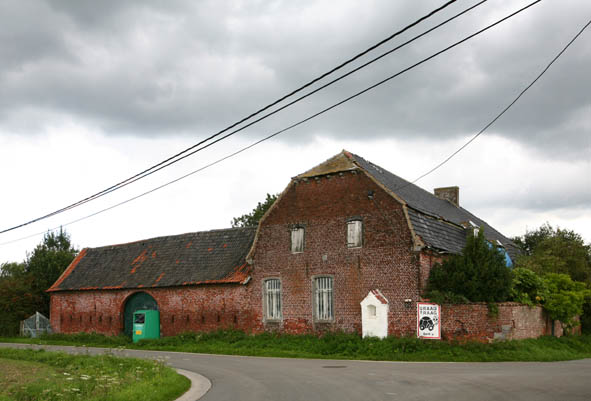

Hoeve Weverbergh is een historische hoeve met wegkapelletje aan de Pontembeek in Bever en sinds 2007 beschermd als monument.

## Architectuur
De middelgrote hoeve dateert uit de 18de eeuw en was oorspronkelijk een gesloten hoeve waarvan na 1850 de lemen schuur werd afgebroken.
Typisch voor de bakstenen constructie is de vormgeving van het woonhuis met een afgewolfd mansardedak. De constructie is vormelijk verwant met bouwwerken uit het nabijgelegen Henegouwen en atypisch in Vlaanderen. De hoeve heeft tevens een kapel langsheen de straatzijde.
Ook het interieur is authentiek met hardstenen en rode tegelvloeren, roggewelfjes, een bakoven, verschillende schouwen in gesinterde baksteen en opgeklampte deuren. Hiernaast is er ook een decoratieve wandbeschildering uit de interbellumperiode bewaard gebleven.
Dorpsgezicht

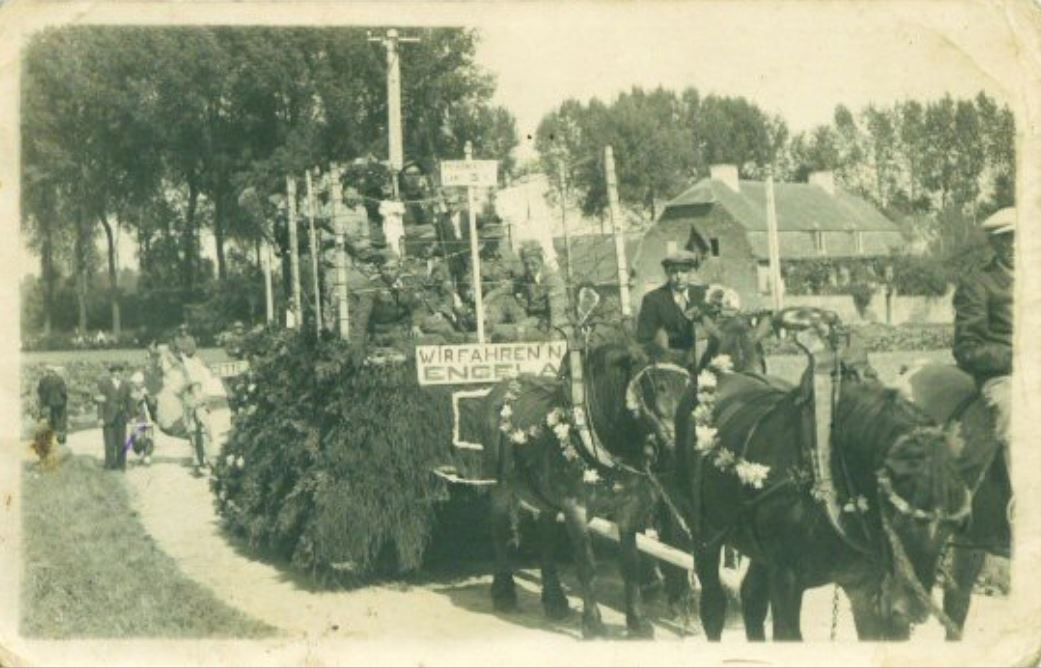
Zicht op de hoeve in 1945 tijdens een processie. Bron: Collectie: Erfgoed Bever (Werner Godfroid).

De hoeve is gelegen in een landelijk kader tussen weides en een hoogstamboomgaard. Deze laatste is door hagen afgebakend hetgeen bijdraagt aan het authentieke karakter van de site. Verder is er ook nog een waterpoel met knotwilgen aanwezig. Het geheel werd in 2007 beschermd als dorpsgezicht.